# Alfredo Mesquita
Alfredo Mesquita (São Paulo, 26 de novembro de 1907 - São Paulo, 23 de setembro de 1986) foi um autor, ator e fundador e primeiro coordenador da Escola de Arte Dramática (EAD), fundada em 1948 e que hoje está integrada à Universidade de São Paulo. Fundador do conjunto amador Grupo de Teatro Experimental  GTE com Abilio Pereira de Almeida, uma das raízes para a criação do Teatro Brasileiro de Comédia - TBC. 
Mais conhecido como "Doutor Alfredo", foi incentivador de jovens talentos teatrais e responsável direto pelo aparecimento de uma geração de grandes atores que por vários anos atuam nos palcos brasileiros e na TV.
Escreveu em 1936 a peça "Noite em São Paulo e foi autor de três livros: A Esperança da Família de 1933; A Única Solução de 1939 e Contos do Dia e da Noite de 1977. 